# La última tentación (álbum)
La última tentación es el segundo álbum de estudio de Amistades Peligrosas. Fue lanzado al mercado a mediados de 1993 bajo el sello discográfico EMI Music Spain y los llevó nuevamente al número uno en ventas en España, Portugal y en varios países de Latinoamérica. El éxito fue tanto que 350 000 copias fueron vendidas a nivel internacional llevándolos a repetir el éxito de su álbum anterior, Relatos de una intriga, con triple disco de platino en España y disco de oro en México, Colombia, Argentina, Chile y Portugal.
El primer sencillo elegido fue "Me haces tanto bien", un tema erótico y sensual que contó con un videoclip en el que Cristina y Alberto aparecen en el infierno, gozando de todos los placeres. También en el videoclip se aprecian distintos símbolos que hacen referencia a la unión entre el bien y el mal y aparecen dos diablos bailando en el infierno y al final terminan “haciéndose tanto bien”. Letra explica una sensación erótica que tiene a su pareja
Como segundo sencillo, se eligió la balada "Casi nunca bailáis" con un videoclip dirigido por el reputado director de vídeos musicales Juan Marrero. Nuevamente número uno, Amistades Peligrosas demuestran saber que nadie los baja de los escenarios ni de los primeros puestos de popularidad.
"Lágrimas de metal" se vuelve tercer sencillo y en esta ocasión, el videoclip cuenta con una serie de dibujos animados en el que una joven es acechada por unos maleantes que terminan abusando de ella.
"¿Está Yayo?" y "Díselo a mi corazón" (con el que tocan temas acerca del consumo de drogas, en esta ocasión la cocaína) fueron los siguientes sencillos, en esta ocasión son temas bailables.
"Díselo a mi corazón" es una versión de Tell It to My Heart (1988), de la cantante estadounidense Taylor Dayne. "Satan te invade" incluye un sample de Rasputin (canción) (1978) del grupo Boney M.

## Diseño
En la portada del álbum aparece, sobre un fondo color terracota, una ilustración de estilo medieval religioso. La ilustración consiste en un círculo mayor dividido en cuatro secciones por dos diámetros perpendiculares, en cuyo centro hay un pequeño círculo. Cada sección del círculo lleva un color diferente (blanco, naranja, azul y amarillo crema) y contiene dos estrellas de ocho picos y una especie de tridente y cruz al mismo tiempo, símbolo astrológico de Neptuno. Entre las secciones se encuentran dibujados cuatro ángeles con túnica que montan a caballo y portan un objeto en la mano (dos llevan una espada, otro una balanza y el último un arco con una flecha), insinuando los cuatro Jinetes Del Apocalipsis, aunque los colores de los caballos no coincidan; estos dibujos se encuentran rotados 90° hacia la derecha, al estilo de la rueda de la Fortuna. De la parte superior del círculo sobresalen dos ángeles alados con túnica roja que sostienen un pergamino con el nombre del grupo.
En la carátula trasera, también en color terracota, se hallan escritos el nombre del grupo y del álbum, los títulos de las canciones, así como los créditos y el copyright.

## Lista de canciones
| N.º | Título              | Duración |
| --- | ------------------- | -------- |
| 1   | Me haces tanto bien | 3:59     |
| 2   | Lágrimas de metal   | 3:22     |
| 3   | ¿Está Yayo?         | 3:27     |
| 4   | Satán te invade     | 3:47     |
| 5   | Casi nunca bailáis  | 4:19     |
| 6   | Díselo a mi corazón | 3:48     |
| 7   | Génesis             | 4:41     |
| 8   | Adán y Eva          | 3:47     |
| 9   | A mala idea         | 3:50     |
| 10  | Di qué haré         | 4:13     |
| 11  | La voz de un ángel  | 4:38     |
| 12  | La última tentación | 4:39     |